# Wilhelm Schmidt (konstruktér)

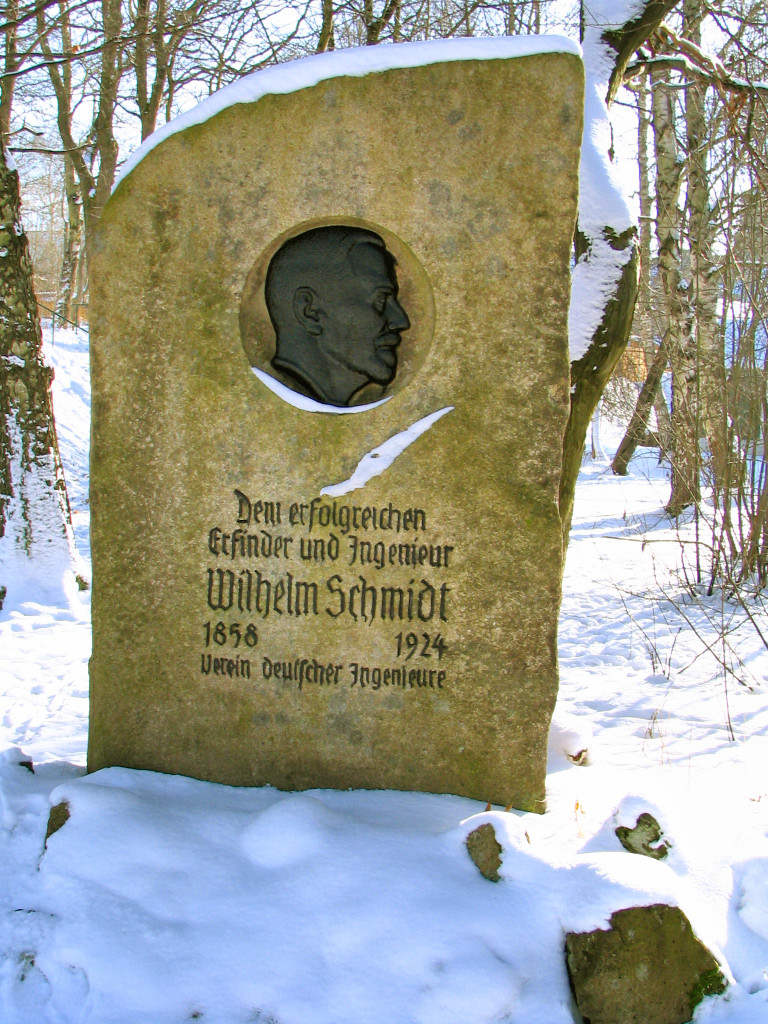
památník Wilhelma Schmidta

Wilhelm Schmidt, přezdívaný též Heißdampf-Schmidt (18. února 1858 Wegeleben – 16. února 1924 Bethel u Bielefeldu), byl německý konstruktér a vynálezce. Konstrukcí válcových šoupátek dovedl vývoj parního stroje na přehřátou páru až k jeho praktickému využití v parních lokomotivách.
Jeho nejvýznamnějším vynálezem byl přehřívač páry nazývaný jeho jménem – Schmidtův přehřívač, který zvýšil účinnost parních lokomotiv až o 30 %. O jeho rozšíření se zasloužil především pruský lokomotivní konstruktér Robert Garbe, se kterým Schmidt spolupracoval na vývoji techniky na přehřátou páru.